# Пенжинска губа
Пенжинската губа (на руски: Пенжинская губа) е плитък залив, тип губа, в североизточната част на Охотско море, крайната североизточна част на големия залив Шелихов, край бреговете на Камчатски край и Магаданска област, Русия. Вдава се на 300 km навътре в сушата между полуостровите Тайгонос на северозапад и Камчатка на югоизток. Средна ширина 65 km, дълбочина до 62 m. Замръзва в края на октомври, а се размразява през април. Приливите са с височина до 9,6 m и са най-големите в Тихия океан. В нея се вливат множество реки, по-големи от които са: Кенгевеем, Парен, Тилхой, Пенжина, Таловка, Куйвиваям, Пустая и др.

За първи път бреговете на залива са описани и топографски заснети от 10 юни до 20 юли 1761 г. от геодезиста Иван Андреевич Балакирев, участник в експедицията на руския мореплавател Василий Хметевски.

## Национален атлас на Русия
- Охотско море[2]